# Quinara
Quinara je region v centrální části Guineje-Bissau. Hlavní město regionu je Fulacunda.

## Sektory

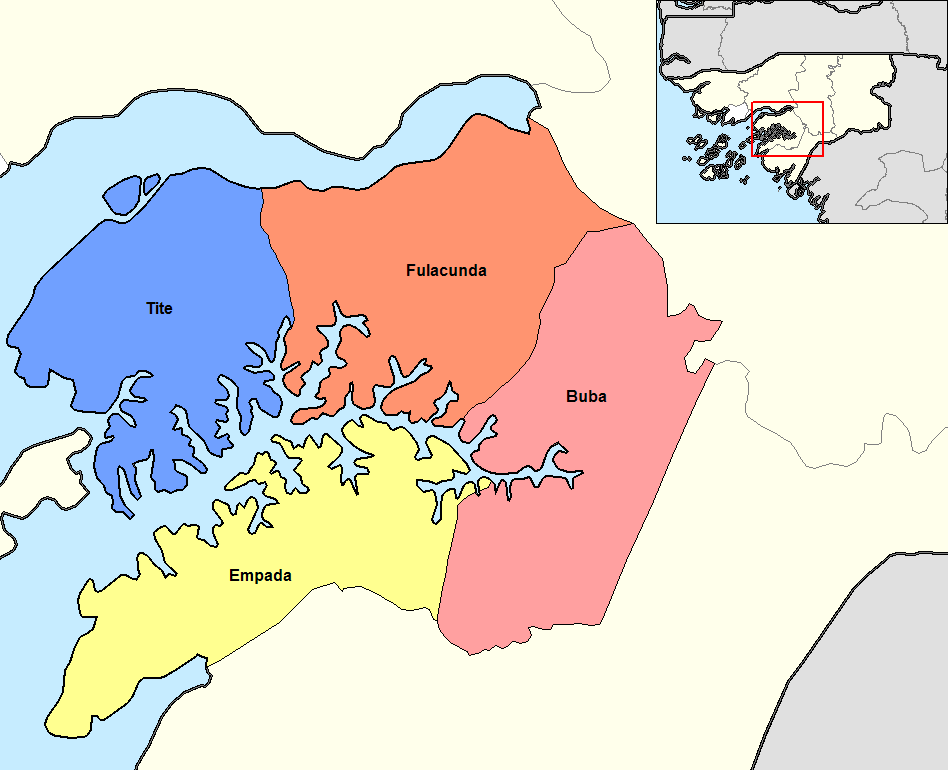
Sektory regionu Quinara

Quinara se dělí do 4 sektorů:
- Buba
- Empada
- Fulacunda
- Tite